# شرح اصول فلسفه دکارت و تفکرات مابعدالطبیعی
شرح اصول فلسفه دکارت و تفکرات مابعدالطبیعی (به لاتین:Principia philosophiae cartesianae) تنها کتابی است که فیلسوف هلندی، باروخ اسپینوزا، آنرا در زمان حیات خویش با نام اصلی خود به چاپ رساند.

## آشنایی با کتاب
کتاب «شرح اصول فلسفه دکارت به روش هندسی» (ترجمه شده به فارسی:شرح اصول فلسفه دکارت و تفکرات مابعدالطبیعی)، کتابی است از فیلسوف قرن هفدهم، باروخ اسپینوزا که در آمستردام به سال ۱۶۶۳ میلادی به چاپ رسید.
این اثر تنها اثری است که نام واقعی اسپینوزا به عنوان نویسنده بر کتاب نگاشته شده و مابقی آثار وی (در زمان حیات او) با نام‌های مستعار به چاپ می‌رسید تا از خشم کلیسا درامان باشد.
هدف نویسنده از این کتاب دادن شرحی هندسی وار از تفکرات متافیزیکیِ دکارت به دوستان و نزدیکان خود بود تا آنها را با فلسفه جدید غیر ارسطویی آشنا کند.
ساختار این کتاب نیز شبیه دیگر اثر شگرف او یعنی اخلاق است.

## برگردان فارسی
محسن جهانگیری در سال ۱۳۹۵ به واسطهٔ نشر سمت این کتاب را ترجمه و به چاپ رساند.